# Davido
Davido, pseudonimo di David Adedeji Adeleke (Atlanta, 21 novembre 1992), è un cantante e produttore discografico nigeriano con cittadinanza statunitense.

## Biografia
Nato ad Atlanta, ha iniziato la carriera musicale come membro del gruppo KB International. Ha studiato economia aziendale alla scuola Dante (VA), per poi abbandonare gli studi e dedicarsi alla musica. È diventato noto dopo aver pubblicato il singolo Dami Duro, secondo singolo estratto del suo primo album in studio Omo Baba Olowo (2012), da cui sono stati presi altri sei singoli: Back When, Ekuro, Overseas, All You, Gbon Gbon e Feel Alright. Nel 2012 agli The Headies ha ricevuto il premio "Next Rated". Tra il 2013 e il 2015 ha pubblicato i singoli Gobe , One of a Kind, Skelewu, Ay, Tchelete (Goodlife), Naughty, Owo Ni Koko, The Sound e The Money.
Nel gennaio 2016 ha firmato un contratto con la Sony Music e alcuni mesi dopo fonda l'etichetta discografica Davido Music Worldwide (DMW), alla quale sono legati gli artisti Dremo, Mayorkun, Yonda e Peruzzi. Nel luglio 2016 ha firmato un contratto con la RCA Records. Nell'ottobre 2016 ha pubblicato Son of Mercy, un EP composto da 5 tracce dal quale sono stati estratti i singoli Gbagbe Oshi, How Long e Coolest Kid in Africa. Nel 2017 ha pubblicato cinque singoli tra cui If e Fall. Nel novembre 2019 ha pubblicato il suo secondo album in studio A Good Time. A gennaio 2020 è stato inserito dal Times tra le 20 persone che possono cambiare il mondo. Sempre nel 2020 ha pubblicato il suo terzo album A Better Time.
Nel novembre 2024, Davido è stato nominato per i Grammy Awards 2025, nella categoria: Best African Music Performance Nominees.

## Discografia

### Album in studio
- 2012 – Omo Baba Olowo
- 2019 – A Good Time
- 2020 – A Better Time
- 2023 – Timeless
- 2025 – 5ive

### EP
- 2016 – Son of Mercy

### Singoli
- 2011 – Back When (feat. Naeto C)
- 2011 – Dami Duro
- 2012 – All of You
- 2013 – Gobe
- 2013 – Skelewu
- 2014 – Aye
- 2017 – Fall
- 2018 – Assurance
- 2019 – Blow My Mind (feat. Chris Brown)
- 2019 – Risky (feat. Popcaan)
- 2020 – Fem
- 2025 – You Alone

## Filmografia
- Il principe cerca figlio (Coming 2 America), regia di Craig Brewer (2021)

## Riconoscimenti
- MTV Europe Music Award al miglior artista africano 2017[8]